# ¡A los toros!
¡A los toros!, revista lírico-cómica, en dos actos es una zarzuela en un acto y cinco cuadros con música de los maestros Federico Chueca y Joaquín Valverde y libreto de Ricardo de la Vega estrenada en el cobertizo del Buen Retiro de Madrid el 8 de junio de 1877. 
La obra es un exponente del género chico llevado al campo de la revista de actualidades sobre la crítica severa a la exagerada afición taurina. Se exponían con buen humor y sentido satírico, las preocupaciones sociales, teatrales y políticas del momento sobre el asunto. El libreto, debido al gran autor Ricardo de la Vega, retrata con bastante habilidad y sátira, las noticias del momento, mostrando en escena un gran desfile de tipos de toda clase y situaciones cómicas de gran efecto.
La música es un exponente de la facilidad melódica de Federico Chueca y Valverde, creando números que conectaban con el público como «A la prensa», «Los teatros» o «¡A los toros!». 

## Números musicales

### Acto Primero
- Cuadro primero
  - Introducción y polca A la prensa
  - Pasodoble ¡A los toros!
  - Intermedio
- Cuadro segundo
  - Interludio instrumental

### Acto Segundo
- Cuadro tercero
  - Coro de farrucos
  - Interludio instrumental
  - Chotis
  - Final de la obra.